# Rhyacophila aureomaculata
Rhyacophila aureomaculata là một loài Trichoptera thuộc họ Rhyacophilidae. Chúng phân bố ở miền Ấn Độ - Mã Lai.